# Sorafenib
Sorafenib, vândut sub numele de marcă Nexavar, este un medicament inhibitor de kinază aprobat pentru tratamentul cancerului renal primar (carcinom cu celule renale avansat), cancerului hepatic primar avansat (carcinom hepatocelular), AML pozitiv FLT3-ITD și rezistent la iod radioactiv carcinom tiroidian avansat.